# Louis-Charles Bouvet
Pour les articles homonymes, voir Bouvet.
Louis-Charles Bouvet, né le 1er mars 1806 à Paris, et mort le 21 mars 1887 à Courbevoie, est un médailleur et sculpteur français.
Il travailla essentiellement pour la Monnaie de Paris.

## Biographie
Élève du sculpteur Armand Toussaint aux Beaux-Arts de Paris, on trouve une première trace de son travail en tant que médailleur, pour commémorer la distribution des drapeaux français à la Garde nationale par le roi Louis-Philippe 1er (1830),. Bouvet travaille aussi pour des particuliers, comme le baron Nathaniel de Rothschild (médaille de mariage, août 1842) ; à cette époque, il se qualifie de « graveur du roi et de l'ambassade d'Angleterre à Paris ». Il reçoit une médaille d'or durant l'Exposition des produits de l'industrie française de 1844 à Paris. On le retrouve travaillant à des essais monétaires au moment de la Deuxième République française. La Monnaie de Paris lui commande aussi un essai pour une pièce de 10 dollars américains (frappe de huit exemplaires en bronze, 1849), qualifié rétrospectivement de « bâclé ». 
Sa carrière prend un nouveau tournant quand il commence à exposer au Salon de Paris à partir de 1850 : d'abord des cadres en métal précieux ouvragés destinés à des médaillons, puis en 1852, deux projets destinés à la reine Isabelle II d'Espagne : une monnaie, et une statue équestre en plâtre. Son adresse parisienne est au 12-14, rue de Castiglione, où se trouve sa boutique vendant des médailles, des boutons de manchette personnalisés et autres prestations de gravure sur métal liées à l'héraldique. 
En 1853, son essai pour l'avers de la pièce de 5 francs français est retenu avec un Napoléon III tête nu, la frappe dure jusqu'en 1859. Au Salon de 1855, il expose ses différentes commandes venues de Napoléon III, de la Monnaie espagnole, et de celle du Paraguay (pièce de 4 pesos en or) ; il travailla aussi à des essais destinés à la Monnaie de Mexico (pièces de 5, 10 et 50 centavos). 
À partir de 1864, il expose de nouveau au Salon, mais son adresse est à Blois, sa boutique à Paris est devenue « Maison Bouvet, Agry successeur ». En 1875, il expose justement dans cette ville, mentionné résidant au 65, rue du Foix ; il y présente des cadres pour médaillons commémoratifs ainsi que ses anciennes créations. Il a été le maître entre autres de Ferdinand-Léon Ménétrier.
Mort en mars 1887,, Louis-Charles Bouvet était marié depuis août 1830 à Jenny Caroline Lévêque,, l'une des filles du sculpteur et graveur Pierre Lévêque (Beauvais, 1780 - Passy, 1845) qui tenait boutique dans la galerie de Valois au Palais-Royal.

## Œuvre en médailles
- Madrid, musée du Prado[15] :

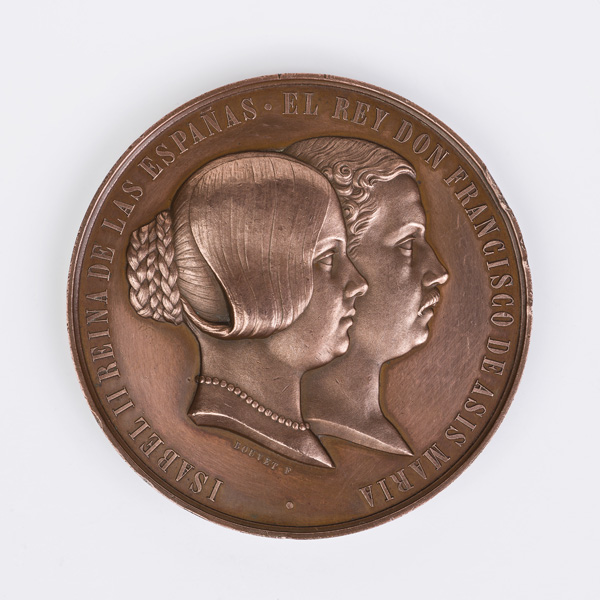
Médaille commémorative de la naissance de la princesse des Asturies (1852), avers, bronze, Madrid, musée du Romantisme.

  - Conde de San Luis, ministro reformador, 1850 ;
  - Naissance de la princesse des Asturies, 1852[4] ;
  - Dom Vicente Lopez, peintre espagnol, Salon de 1855[4] ;
  - Le docteur Drumon, médecin de la reine d'Espagne, Salon de 1857[4] ;
  - Inauguración del Canal del Lozoya, bronze, 1858 ;
  - Premio de la Exposición de la Ciudad Real - Junta de Agricultura, bronze, 1859.

- Paris, musée Carnavalet :
  - Distribution des drapeaux à la garde nationale, bronze, [1830] ;
  - Inauguration du monument à Guillaume II des Pays-Bas, d'après Émilien de Nieuwerkerke, 1845 ;
  - Essais pour la pièce de 20 francs de la Deuxième République, argent et bronze, 1848 ;
  - Eugène Cavaignac, chef du pouvoir exécutif en 1848, bronze, 1848 ;
  - Essai pour la pièce de 2 francs Napoléon III, argent, 1856 ;
  - Naissance du Prince impérial Napoléon Eugène Louis Jean Joseph, 1856 ;
  - Julien Alexandre Hardy (1787-1876), jardinier en chef honoraire des Jardins du Luxembourg, membre des sociétés centrales d'agriculture et d'horticulture, 1858 ;
  - Couple impériale. Exposition régionale de Metz, bronze, 1861 ;
  - Gilbert Victor Fialin, duc de Persigny, après 1872.